# ヒステロスコープ
ヒステロスコープ(Hysteroscope)は子宮鏡、子宮内視鏡とも呼ばれ、子宮腔空の内部を直視により観察、写真撮影、生検をおこなう内視鏡。生理食塩水や炭酸ガスで子宮腔を広げて挿入する。子宮頸管癌、子宮頸管筋腫、子宮内膜ポリープなど、適用範囲は広い。
プローブを除いた基本的な構造は他の医療用内視鏡と大差ないが、オリンパスは消化器や呼吸器などが中心。婦人科・産科用としてはカール・ツァイスや持田シーメンスメディカルシステム（ペンタックスのOEM）、ライカ（三鷹光器のOEM）などがある。